# اندیس جنگستر
جنگستر یک اندیس فلزی است که در حوالی شهر کورین استان سیستان و بلوچستان قرار دارد و مادهٔ معدنی موجود در آن، منگنز است. و دیرینگی آن به دوران کرتاسه بالایی-پالئوسن می‌رسد.